# Oropetium aristatum
Oropetium aristatum là một loài thực vật có hoa trong họ Hòa thảo. Loài này được (Stapf) Pilg. mô tả khoa học đầu tiên năm 1947.